# أوين دولان
أوين دولان (بالإنجليزية: Owen Dolan) هو كاهن كاثوليكي نيوزيلندي، ولد في 30 سبتمبر 1928 في هاويرا ‏ في نيوزيلندا. توفي في بالمرستون نورث في 28 أبريل 2025، عن ستةٍ وتسعين عامًا.